# الهنود في مصر
 هناك جالية صغيرة من الهنود تعيش في مصر، تشمل المغتربين الهنود في مصر، وكذلك المواطنين المصريين من أصل هندي أو نسب هندي. معظم السكان الهنود يشغلون مناصبا وظيفية مرموقة، وهم غالبيتهم من المهنيين الذين يعملون في الشركات متعددة الجنسيات في قطاع النفط والغاز والبنوك وتكنولوجيا المعلومات، ويشغلون مناصبا عليا وظيفية، مما يعني عادةً أنهم في الثلاثينيات، على الأقل، وترافقهم أسرهم. يوجد حاليًا حوالي 300 شركة هندية لها مشاريع مشتركة أو فروع أو مكاتب مملوكة بالكامل في مصر. ومن أكبر الشركات الهندية المستثمرة في مصر هي شركة ويبرو، ماهيندرا آند ماهيندرا، جندالز وتاتاس.
خلال الثورة المصرية عام 2011، عاد العديد من الهنود، معظمهم من النساء والأطفال، إلى الهند بسبب الأزمة المتصاعدة في البلاد. بعض السائحين الهنود تقطعت بهم السبل في شرم الشيخ خلال الأزمة. لا توجد تقارير عن إصابة أي هندي بجروح أو اعتداء منذ بدء الاضطرابات. على الرغم من الاضطرابات، فإن العديد من الشركات الهندية بقيت تواصل عملها.

## روابط خارجية
- جمعية الجالية الهندية في مصر